# Gopa Shettipura, Shimoga
Gopa Shettipura là một làng thuộc tehsil Shimoga, huyện Shimoga, bang Karnataka, Ấn Độ.